# António Maria Catalão Labreca
António Maria Catalão Labreca (Alcochete, 13 mei 1965) is een Portugese componist, muziekpedagoog, dirigent, trompettist en eufoniumspeler.

## Levensloop
Labreca kreeg op twaalfjarige leeftijd muziekles in de Escola de Música da Sociedade Imparcial 15 de Janeiro de 1898 (Muziekschool van de banda "Sociedade Imparcial 15 de Janeiro de 1898") in Alcochete. Hij is ook tegenwoordig nog immer lid van deze banda (harmonieorkest). Na het behalen van zijn diploma's werd hij in 1983, na een toelatingsexamen bij Prof. Joaquim Teixeira, eerst trompettist en later eufoniumspeler in de Banda Sinfónica da Guarda Nacional Republicana in Lissabon onder leiding van Acácio Aires Moreira da Silva. Als solist verzorgde hij ook optredens met het Orquestra Sinfónica Portuguesa onder leiding van Graça Moura in Lissabon. Verder soleerde hij met het Orquestra Nacional do Teatro Nacional de São Carlos. In het loop van de jaren werkte hij met verschillende harmonieorkesten in het land samen. 
Labreca is docent aan de muziekschool van de Banda da Sociedade Filarmónica Progresso e Labor Samouquense in Samouco en is eveneens lid van het harmonieorkest.
Als componist schreef hij verschillende paso dobles voor harmonieorkest.

## Composities

### Werken voor banda (harmonieorkest)
- 2006 Forcados do Aposento do Barrete Verde de Alcochete, paso doble
- 2006 Alcochete Olé, paso doble[1]
- 2007 Banda do Samouco, paso doble
- Maria Leopoldina Guia, paso doble - opgedragen aan Maria Leopoldina da Guia[2]
- Manuel Lupi, paso doble[3]
- Arte & Emoção, paso doble[4]
- António Ribeiro Telles, paso doble
- Aposento do Barrete Verde, paso doble
- Alexandre Gomes, paso doble
- A Catedral do Toureio a Cavalo, paso doble[5]